# San Ildefonso Amatlán
San Ildefonso Amatlán è un comune del Messico, situato nello stato di Oaxaca.